# Farní sbor Českobratrské církve evangelické v Hodoníně
Farní sbor Českobratrské církve evangelické v Hodoníně je sborem Českobratrské církve evangelické v Hodoníně. Sbor spadá pod Východomoravský seniorát
Kazatelkou sboru je jáhenka Světlana Greplová. Kurátorem sboru je Michal Čechovský.

## Faráři sboru
- Ladislav Horák (1949–1969)
- Václav Otta (1969–1988)
- Bohumil Baštecký (1997–2005)
- Marek Ryšánek (2006–2008)
- Jindřich Slabý (2008–2010)
- Pavel Šebesta (2010–2020)
- Světlana Greplová (2022–)